# Saint-Oradoux-près-Crocq
Saint-Oradoux-près-Crocq är en kommun i departementet Creuse i regionen Nouvelle-Aquitaine i de centrala delarna av Frankrike. Kommunen ligger i kantonen Crocq som tillhör arrondissementet Aubusson. År 2022 hade Saint-Oradoux-près-Crocq 109 invånare.

## Befolkningsutveckling
Antalet invånare i kommunen Saint-Oradoux-près-Crocq
Referens:INSEE